# Bad Ems
Bad Ems é uma cidade da Alemanha localizada no distrito de Rhein-Lahn, estado da Renânia-Palatinado. É membro e sede do Verbandsgemeinde de Bad Sem.